# 카페나
카페나(이탈리아어: Capena)는 이탈리아 라치오주 로마현에 위치한 코무네다. 로마로부터 북쪽 3km 거리에 있다.

## 같이 보기
- 에트루리아